# Gare de Higashi-Futami
La gare de Higashi-Futami (東二見駅, Higashi-Futami-eki) est une gare ferroviaire localisée dans la ville d'Akashi, dans la préfecture de Hyōgo au Japon. La gare est exploitée par la compagnie Sanyo Electric Railway, sur la ligne principale Sanyo Electric Railway. Le numéro de la gare est SY 25.

## Situation ferroviaire
Établie à 11 mètres d'altitude, la gare de Higashi-Futami est située au point kilométrique (PK) 27.3 de la ligne principale Sanyo Electric Railway.

## Histoire
C'est le 19 août 1923 que la gare est inaugurée.
En 2013, la fréquentation journalière de la gare était de  4 203 personnes.
| 2010  | 2011  | 2012  | 2013  |
| 4 132 | 4 077 | 4 079 | 4 203 |

## Service des voyageurs

### Accueil
La gare dispose de billetterie automatique de réservation.

### Desserte
La gare de Higashi-Futami est une gare disposant de trois quais et de cinq voies. À partir de cette gare et jusqu'au terminus de Sanyō Himeji, les Limited Express S s’arrêtent à toutes les gares. La voie 5 sert pour le changement de train en direction de Kōbe / Ōsaka.
| N° de voie | Ligne | Direction                           |
| ---------- | ----- | ----------------------------------- |
| 1・2       | Sanyō | Himeji - Aboshi                     |
| 3・4       | Sanyō | Kōbe - Ōsaka                        |
| 5          | Sanyō | Voie servant de changement de train |

Installations et desserte
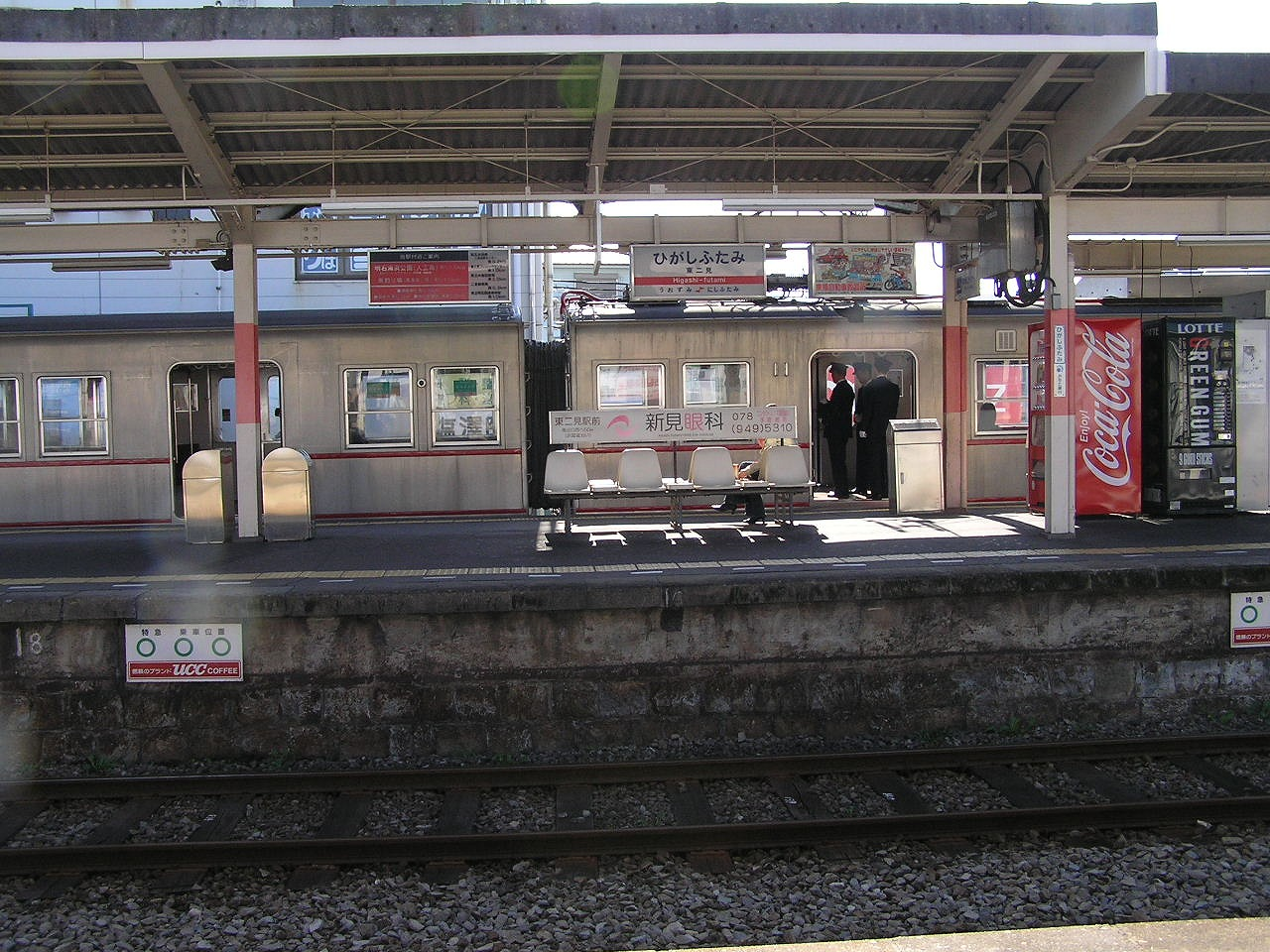
Voies et quais.
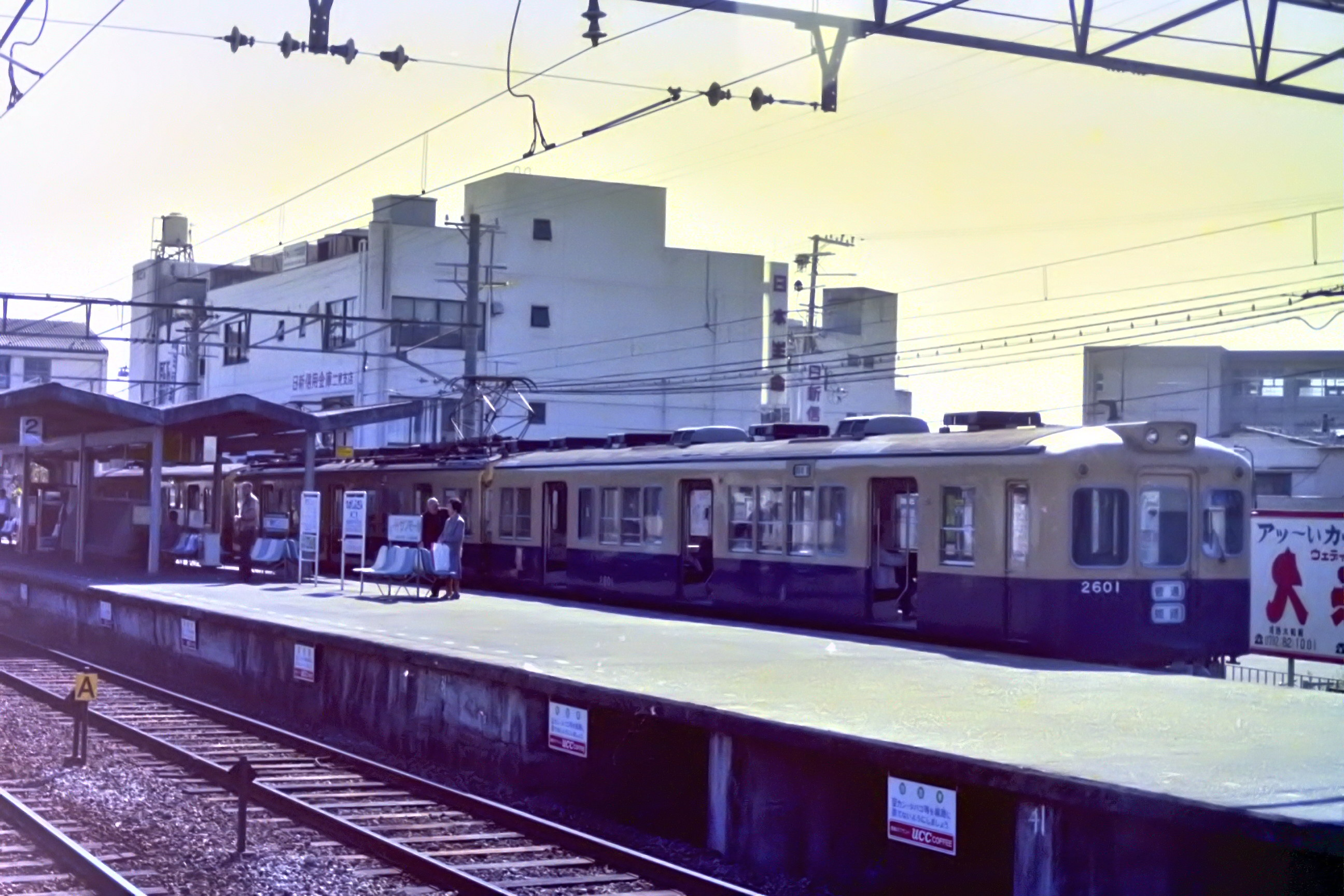
Voies et quais.
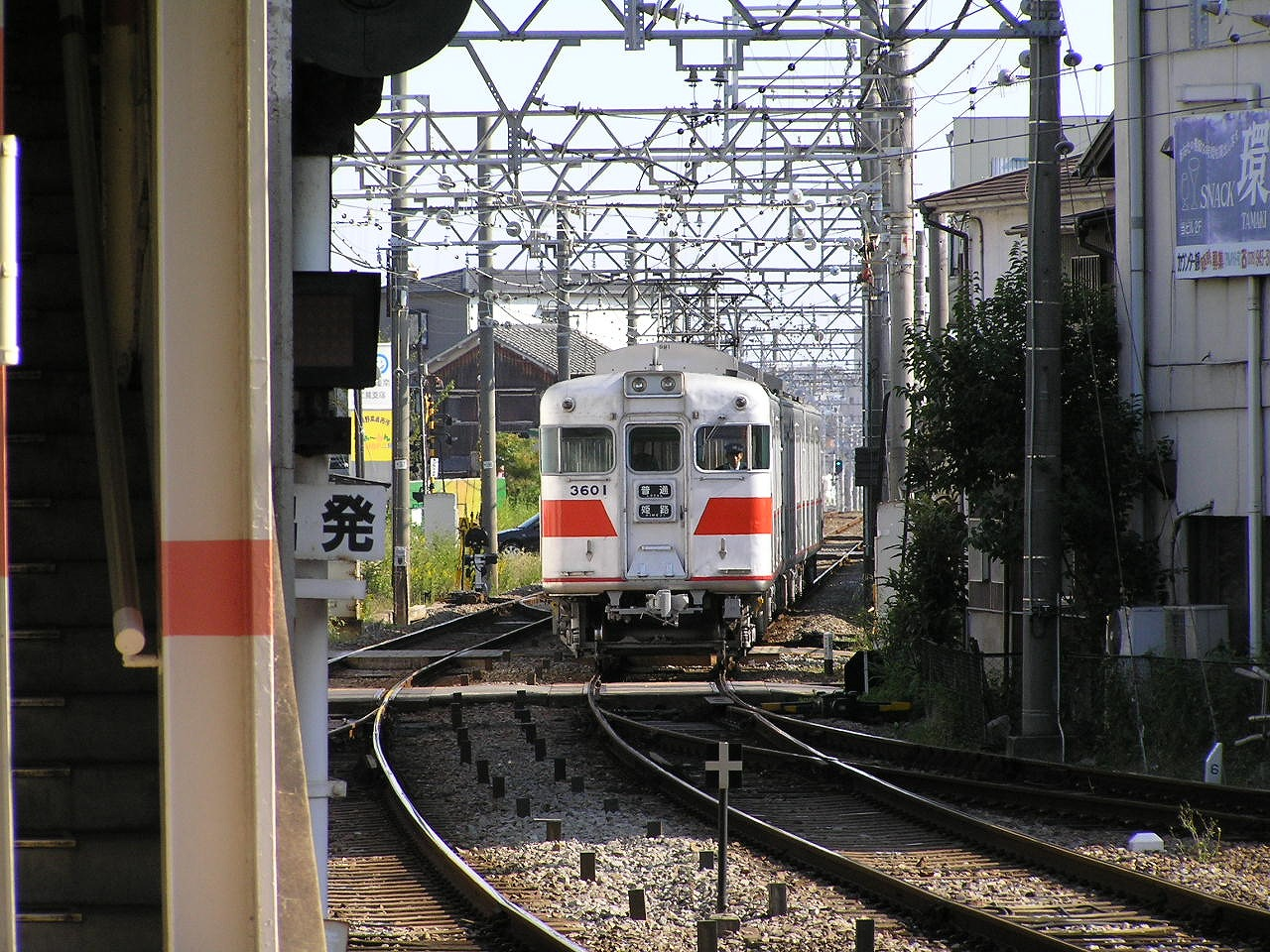
Train en approche de la gare.
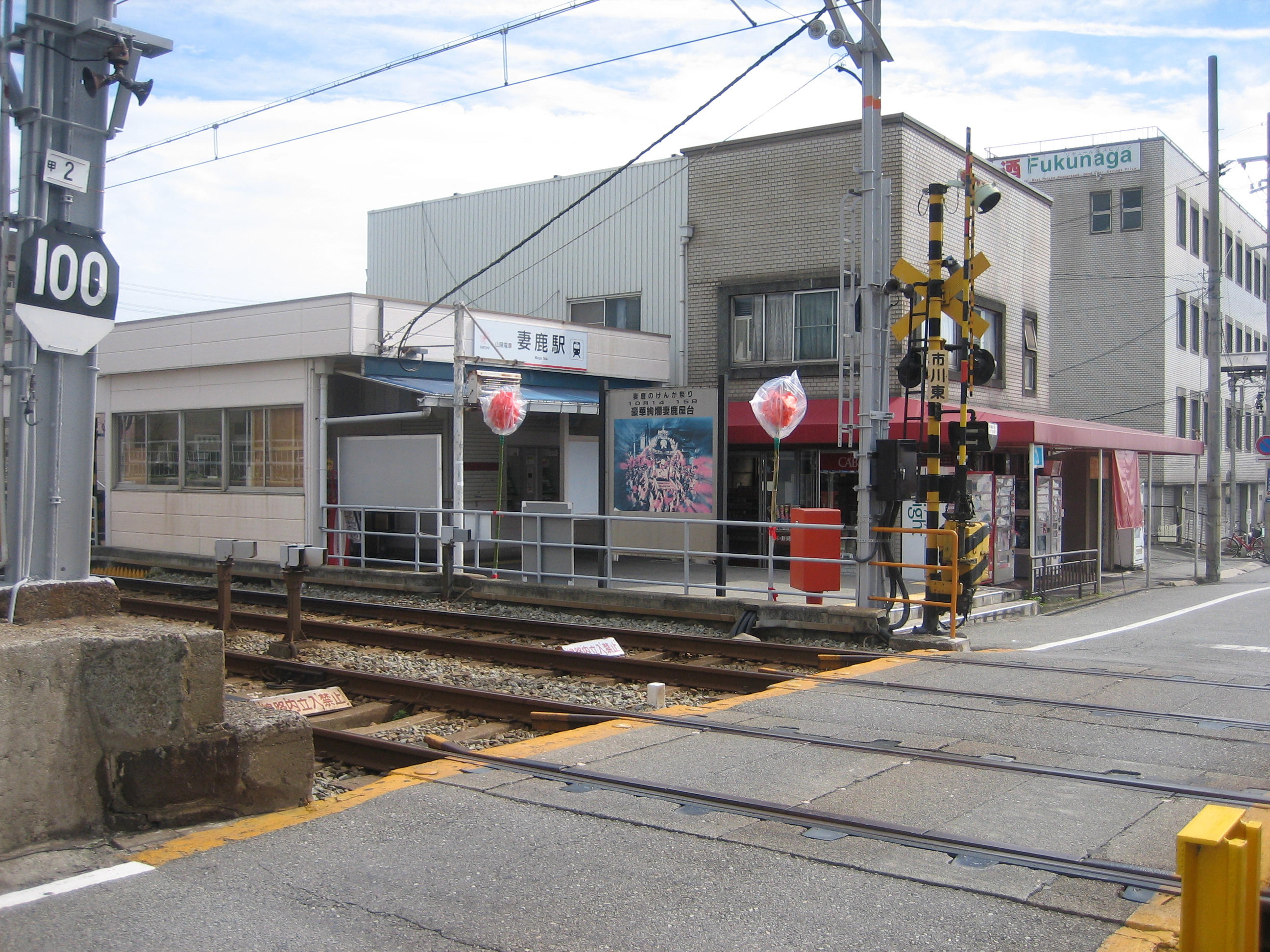
Entrée de la gare
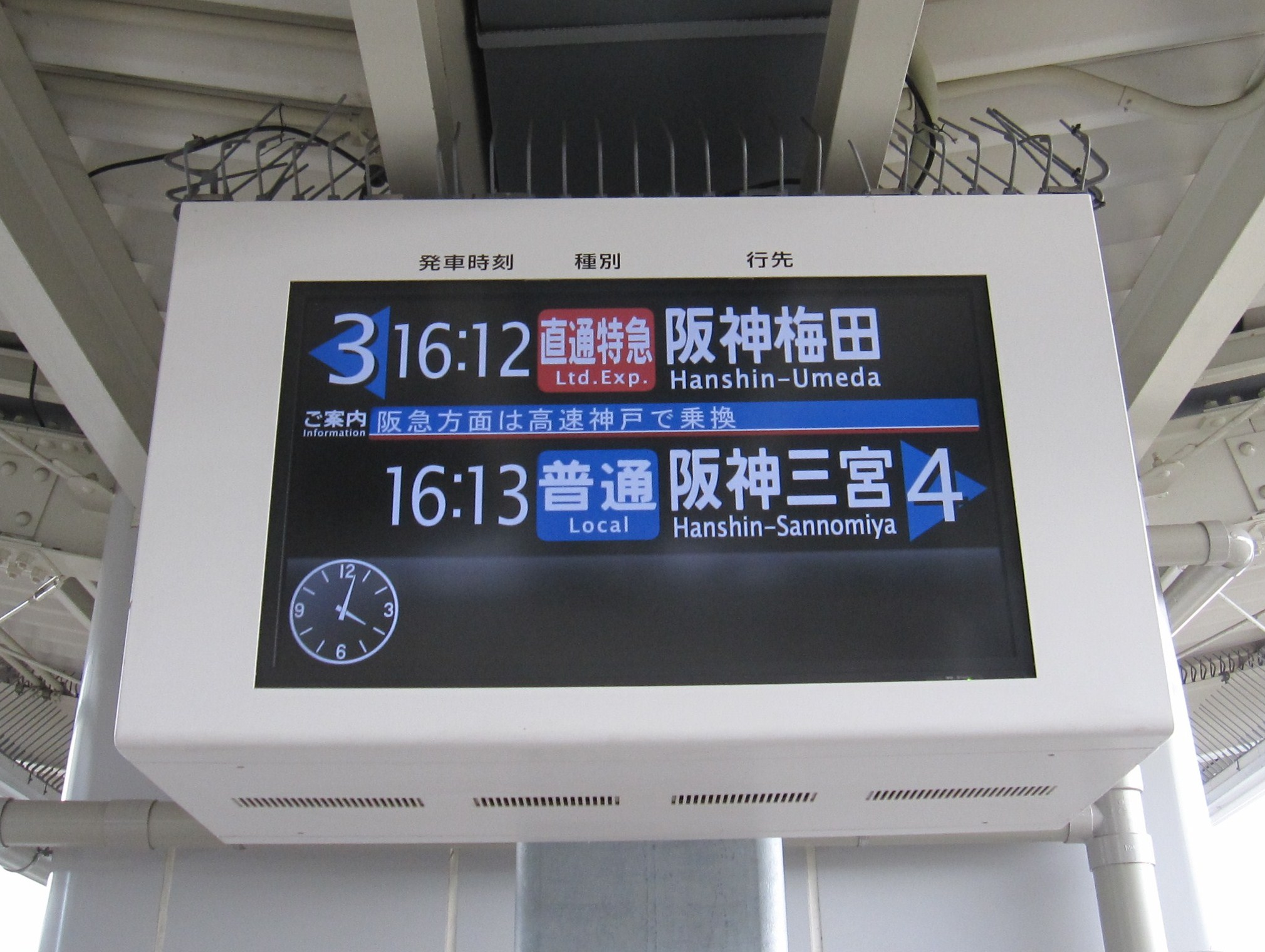
Écran d'information.

### Intermodalité

#### Bus
Des bus des compagnies Shinki Bus, Taco et Sanyō desservent la gare.

### Site d’intérêt
- Le sanctuaire shinto Mikuriya-jinja
- Le temple Zuiō-tera
- Le parc maritime d'Akashi